# Nemacheilus tikaderi
Nemacheilus tikaderi är en fiskart som först beskrevs av Barman, 1985.  Nemacheilus tikaderi ingår i släktet Nemacheilus och familjen grönlingsfiskar. IUCN kategoriserar arten globalt som sårbar. Inga underarter finns listade i Catalogue of Life.